# Hospital de Órbigo
Hospital de Órbigo ist eine Gemeinde (Municipio) am Jakobsweg in der Provinz León der Autonomen Gemeinschaft Kastilien-León.
Im Mittelalter gab es bereits ein kleines Dorf am linken Ufer des Flusses Río Órbigo. Dieses Dorf, das sich rund um die Kirche Santa Maria gebildet hatte, wurde nach der Brücke Puente de Órbigo benannt. Ende des sechzehnten Jahrhunderts entstand eine weitere Siedlung auf der rechten Uferseite des Flusses in der Nähe des alten Pilgerweges Camino Francés. Dort errichtete der Souveräne Ritter- und Hospitalorden vom Heiligen Johannes zu Jerusalem ein Krankenhaus (span. Hospital)  und der Ort erhielt den Namen Hospital de Órbigo.
Berühmt wurde die Brücke Puente de Orbigo durch ein Ereignis während des Heiligen Jahres 1434, den sogenannten Paso Honroso des leonesischen Ritters Suero de Quinones.

## Einzelnachweise

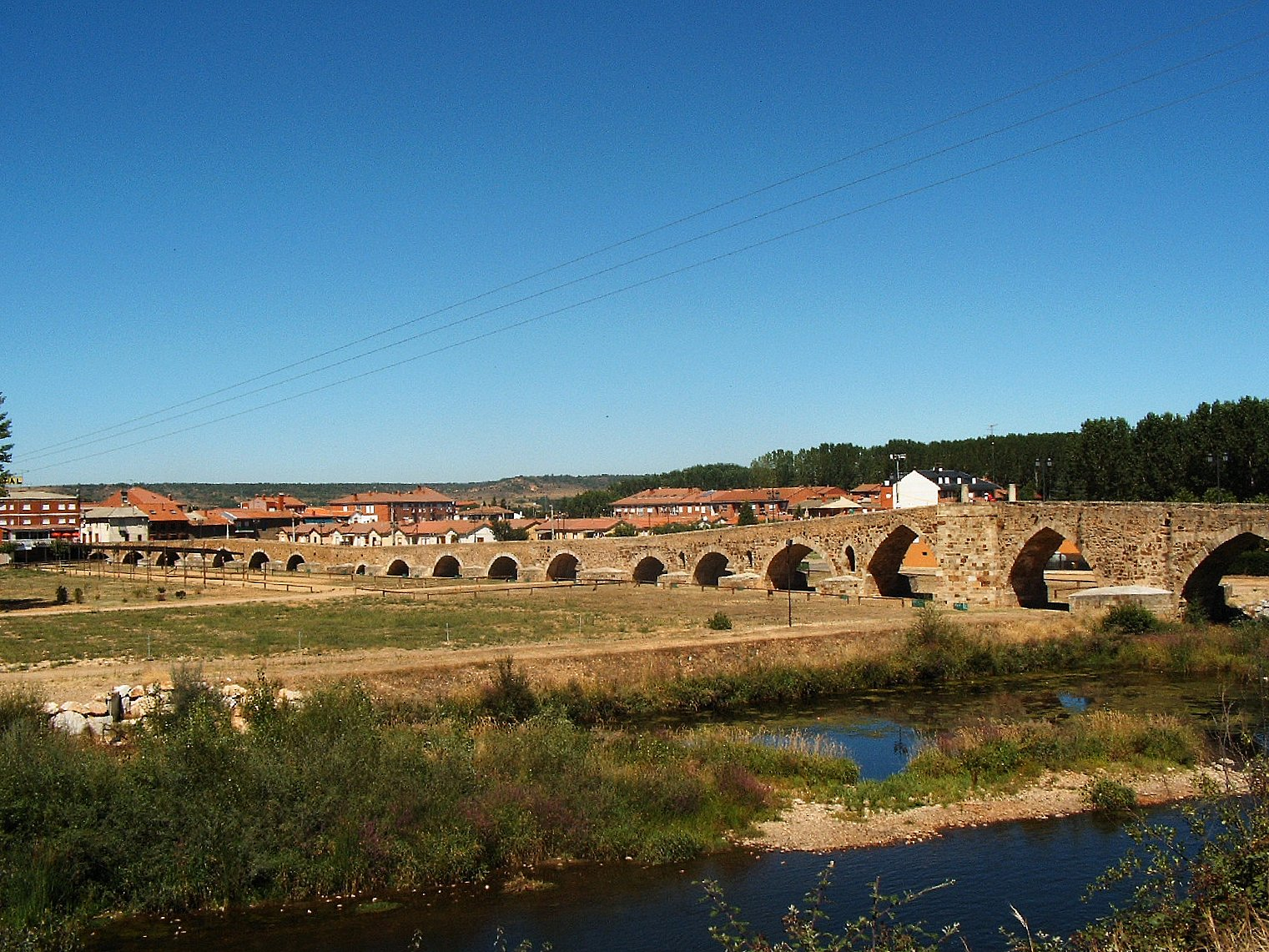
Mittelalterliche Brücke von Puente de Órbigo